# Curtiss HA
El Curtiss HA (llamado a veces Dunkirk Fighter) fue un biplano de flotadores estadounidense diseñado por el Capitán B.L. Smith del Cuerpo de Marines de los Estados Unidos, y construido por la Curtiss Aeroplane and Motor Company, en los años 10 del siglo XX.

## Diseño y desarrollo
El HA era un biplano biplaza con un flotador central y flotadores equilibradores en la puntas alares. El fuselaje era de madera recubierta de tela. El avión estaba propulsado por un motor Liberty 12 en el morro. El prototipo (matrícula A2278) fue ordenado en diciembre de 1917, y voló por primera vez el 21 de marzo de 1918. Durante las pruebas, el avión se mostró muy inestable, con una cola demasiado pesada. El avión resultó destruido en un accidente.
Se ordenaron dos prototipos más, designados HA-1 (matrículas A4110 y A4111). El primero fue construido con piezas recuperadas del original, pero la cola y el radiador fueron rediseñados, y sus alas fueron movidas más hacia atrás. Este avión se incendió durante un vuelo. El segundo fue modificado con alas de dos vanos de envergadura mayor y soportes de cabaña (siendo designado HA-2); se comportó mejor, pero la guerra ya casi había terminado, y no se recibieron órdenes de producción.

## Historia operacional
Tres ejemplares terrestres (designados HA Mail) fueron usados como aviones de correos.

## Variantes
HA
Prototipo de caza biplaza, uno construido.
HA-1
Versión del HA con cola modificada, dos construidos.
HA-2
Un HA-1 con alas modificadas, uno convertido.
HA Mail
Versión terrestre monoplaza de correos, tres construidos.

## Operadores
Estados Unidos
- Armada de los Estados Unidos
- US Air Mail

## Especificaciones (HA-2)
Referencia datos: Angelucci, 1987. pp 116-117.

### Características generales
- Tripulación: Dos (piloto y artillero)
- Longitud: 9,37 m
- Envergadura: 12,80 m
- Altura: 3,47 m
- Superficie alar: 45,52 m2
- Peso vacío: 1336 kg
- Peso cargado: 1772 kg
- Planta motriz: 1× motor lineal V-12 refrigerado por agua Liberty 12.
  - Potencia: 270 kW (360 hp)

### Rendimiento
- Velocidad máxima operativa (Vno): 190 km/h
- Régimen de ascenso: 4,0 m/s (790 pies/min)

### Armamento
- Ametralladoras: 

  - 4 de 7,62 mm (cal .30), dos fijas frontales y dos móviles en la cabina trasera

### Secuencias de designación
- Secuencia Alfabética (interna de Curtiss): ← FL - GS - H/HS - HA - J - K - L →
- Secuencia Numérica (interna de Curtiss): ← 13 - 14 - 15 - 16 - 17 - 18 - 19 →

### Listas relacionadas
- Anexo:Aeronaves militares de los Estados Unidos (navales)